# Asplundia ahlneri
Asplundia ahlneri är en enhjärtbladig växtart som beskrevs av Gunnar Wilhelm Harling. Asplundia ahlneri ingår i släktet Asplundia och familjen Cyclanthaceae. Inga underarter finns listade.